# 杰凯·哈丽
杰凯·哈丽（英語：Jackée Harry，1956年8月14日—），女，美国演员。曾获得黄金时段艾美奖喜剧类电视系列剧最佳女配角。

## 外部連結
- 杰凯·哈丽在互联网电影资料库（IMDb）上的資料（英文）
- 互聯網百老匯資料庫（IBDB）上杰凯·哈丽的資料（英文）